# Barleria comorensis
Barleria comorensis är en akantusväxtart som beskrevs av Gustav Lindau. Barleria comorensis ingår i släktet Barleria och familjen akantusväxter. Inga underarter finns listade i Catalogue of Life.